# 脊柱外科
脊柱外科分为脊柱损伤、脊柱感染、脊柱肿瘤、脊柱退变性疾病和脊柱畸形排列，其中以脊柱损伤、脊柱退变性疾病、脊柱畸形为热点。